# Banya (grup de bolets)
En micologia hi ha diferents espècies de bolets gelatinosos que contenen el mot banya al seu nom comú. Tenen aspecte de banyes més o menys ramificades, algun cop molt aprimats i s'anomenen cabells o bé amb els extrems engruixits i aleshores s'anomenem capçats.
Les espècies de banyes més corrents són: 
- Banya viscosa (Calocera viscosa)
- Banya còrnia (Calocera cornea)
- Banya còrnia de pi (Calocera furcata)
- Banya de ginebró (Gymnosporangium clavariiforme)
- Banya de sabina (Gymnosporangium sabinae)
- Capçat de mollera (Mitrula paludosa, Heyderia abietis, Vibrissea truncorum)
- Leòcia viscosa (Leotia lubrica).